# I Saw the TV Glow
I Saw the TV Glow är en amerikansk skräckfilm från 2024, regisserad av Jane Schoenbrun.
Filmen handlar om tonåringen Owen. En dag visar hans klasskamrat en mystisk TV-serie för honom sent på kvällen. Den skildrar en övernaturlig värld under deras egen. Det får Owens verklighetsuppfattning att krackelera.
Filmen hade USA-premiär den 3 maj 2024.

## Rollista (i urval)
- Justice Smith – Owen
- Brigette Lundy-Paine – Maddy